# Елдер Мартінс де Мораес
Елдер Мартінс де Мораес (порт. Helder Martins de Moraes) (21 березня 1937, Мауріті, штат Сеара Бразилія) — бразильський дипломат. Надзвичайний і Повноважний Посол Бразилії у Києві (Україна).

## Біографія
Народився в 1937 році в м. Мауріті, штат Сеара (Бразилія). Закінчив Паризьку вищу школу журналістики. Інститут «Ріо Бранко» та дипломатичну школу при ЗС Бразилії.
З 1963 по 1967 — співробітник апарату МЗС Бразилії.
З 1967 по 1973 — 2-й секретар посольства Бразилії в Чехословаччині, Японії та Гаяні.
З 1973 по 1980 — 1-й секретар посольства Бразилії в Гаяні.
З 1980 по 1981 — радник центрального апарату МЗС Бразилії.
З 1981 по 1984 — радник посольства Бразилії в США.
З 1984 по 1986 — радник, радник-посланник МЗС Бразилії.
З 1986 по 1988 — радник-посланник посольства Бразилії в Ірані.
З 1988 по 1990 — радник-посланник посольства Бразилії в Ізраїлі.
З 1990 по 1992 — радник-посланник посольства Бразилії у Швеції.
З 1992 по 1994 — радник-посланник МЗС Бразилії.
З 1994 по 2000 — Надзвичайний і Повноважний Посол Бразилії у Мозамбіці.
З березня 2002 року по травень 2003 року — Надзвичайний і Повноважний Посол Бразилії у Києві (Україна).